# 蘇丹直棋
蘇丹直棋（Dala或Herding the Cows），是流傳於蘇丹共和國巴加拉人的雙人棋類，是種直棋類遊戲。

## 棋具
- 棋盤為6乘6棋格。
- 以兩色棋子區分敵我，每方棋子數十二枚。

## 棋規
对弈过程分两階段，先放子，直到手邊的棋子都放下为止，開始走子階段。
- 放子，对弈双方輪流将一己子放入一空棋格中，但每方的第一、二著都需下在棋盤中間四格之一。當放時使得正好三枚己棋成縱或橫線，就吃掉对方任何一枚棋子。
- 走子，棋子每次只能走綜橫方向至鄰邊一格，當離開或移入鄰近己棋使得正好三枚己棋成縱或橫線，就吃掉对方任何一枚棋子。例如本來連成四枚，使一端離開一枚，便形成三枚連線就符合條件。[1]

- 使對方剩下兩枚棋子以下者獲勝。

## 外部連結
- 遊戲介紹 （页面存档备份，存于）
- 遊戲介紹